# Beginner
Beginner – niemiecki zespół hip-hopowy założony w 1992 roku w Hamburgu. W jego skład wchodzą 3 osoby: Jan Delay, Denyo i Dj Mad.

## Dyskografia
- 1994: Die Klasse von 1994
- 1996: Flashnizm
- 1998: Bambule
- 2000: Boombule (Bambule Remixed)
- 2003: Blast Action Heroes
- 2004: Blast Action Heroes (Version 2)
- 2004: The Early Years 1992-1994